# Сераљио (Мантова)
Сераљио је насеље у Италији у округу Мантова, региону Ломбардија.
Према процени из 2011. у насељу је живело 90 становника. Насеље се налази на надморској висини од 23 м.